# Dörte Freundt
Dörte Freundt (* 24. November 1967 in Haltern am See) ist eine deutsche Schauspielerin.

## Leben
Freundt absolvierte von 1991 bis 1995 eine Schauspielausbildung am Konservatorium der Stadt Wien, die sie mit Diplom und Auszeichnung bestand.
Eine Gesangsausbildung in der Stimmlage Sopran für Musical und Chanson absolvierte sie in Wien bei Carol Beyers. 
Sie ist unter anderem durch die Serie Mama ist unmöglich bekannt geworden. Dort spielte sie die Rolle der Caroline ‚Caro‘ Voss #2, die zuvor von Anne-Sophie Briest verkörpert wurde. Außerdem wirkte sie in weiteren TV- und Kinofilmen mit.

## Filmografie (Auswahl)
- 1998: Die Bubi-Scholz-Story
- 1999: Mama ist unmöglich als Caroline ‚Caro‘ Voss #2 (Folgen 23–26)
- 2000: Nie mehr zweite Liga
- 2001–2004: Mein Platz im Leben
- 2003: Im Schatten der Macht (Zweiteiler)
- 2004: Mors mala
- 2005: Alphateam – Die Lebensretter im OP
- 2009: Die Frau, die im Wald verschwand